# Evropska makroseizmična lestvica
Evropska potresna lestvica ali evropska makroseizmična lestvica (angleško European Macroseismic Scale, kratica EMS) se uporablja kot merska enota pri navajanju intenzitetne stopnje potresov (npr. 8 EMS ali VIII EMS). 
Osnutek evropske makroseizmične lestvice je nastal leta 1992 na evropski seizmološki komisiji in je bila kasneje dopolnjevana. V Sloveniji se lestvica EMS uporablja od leta 1995. EMS upošteva nove načine gradnje, nove materiale, ki jih uporabljajo v gradbeništvu in natančneje določa učinke potresov na visoke zgradbe. Z novo lestvico so odpravljene nelinearnosti med posameznimi stopnjami, predvsem med šesto in sedmo. Ta lestvica ni namenjena samo seizmologom, temveč tudi gradbenikom. Opis posameznih stopenj je podoben kot pri lestvicah MCS in MSK.
Uporablja se predvsem v Evropi in naj bi jo postopoma prevzele vse evropske države.

## Jakosti
Evropska makroseizmična lestvica je 12-stopenjska potresna lestvica katere zadnja različica je iz leta 1998. Merske vrednosti ali stopnje na lestvici se zapisujejo bodisi z arabskimi številkami od 1 do 12, bodisi z rimskimi od I do XII, merska enota pa s kratico EMS.
| Opredelitev | Skrajšan opis značilnih opaženih učinkov |  |
| 1. Neobčuten | Neobčuten. Zaznajo ga samo instrumenti. |  |
| 2. Komaj občuten | Občutijo redki mirujoči posamezniki v hišah, običajno v zgornjih nadstropjih hiš. |  |
| 3. Šibek | Občuti malo ljudi v zgradbah. Mirujoči ljudje čutijo zibanje ali lahno tresenje. |  |
| 4. Pretežno opažen | Občutijo mnogi ljudje v zgradbah, zunaj pa le redki. Nekateri ljudje se zbudijo. Okna, vrata in posoda ropotajo. |  |
| 5. Močan | V zgradbah občutijo mnogi, zunaj redki. Mnogi se zbudijo. Nekaj se jih prestraši. Zgradbe se v celoti stresejo. Viseči predmeti močno nihajo. Majhni predmeti se premaknejo. Vrata in okna loputajo ali se zaloputnejo. |  |
| 6. Neznatne poškodbe | Mnogi ljudje se prestrašijo in zbežijo iz zgradb. Nekateri predmeti padejo. Mnoge hiše utrpijo neznatne nekonstrukcijske poškodbe, npr. lasaste razpoke in odpadanje manjših kosov ometa. |  |
| 7. Poškodbe | Večina ljudi se prestraši in zbeži iz zgradb. Pohištvo se premakne in mnogo predmetov pade s polic. Mnoge dobro grajene navadne stavbe pretrpijo zmerne poškodbe: manjše razpoke v stenah, odpadanje ometa, odpadanje delov dimnikov; na starejših stavbah se lahko pokažejo velike razpoke v stenah in zrahljanje polnilnih sten. |  |
| 8. Težke poškodbe | Mnogi ljudje se težko obdržijo na nogah. Na stenah mnogih hiš nastanejo velike razpoke. Posamezne dobro grajene navadne zgradbe kažejo resne poškodbe sten, šibke starejše zgradbe pa se lahko zrušijo. |  |
| 9. Rušenje | Splošen preplah. Mnoge šibke zgradbe se zrušijo. Celo dobro grajene navadne stavbe kažejo zelo težke poškodbe: večji podori sten in delno uničenje konstrukcije. |  |
| 10. Obsežno rušenje | Mnoge dobro grajene navadne stavbe se zrušijo. |  |
| 11. Uničenje | Večina dobro grajenih navadnih stavb je porušenih in celo nekatere potresno odporno grajene stavbe so uničene. |  |
| 12. Popolno uničenje | Skoraj vse stavbe so uničene. |  |
| Prevod kratkega opisa EMS-98 lestvice (Grünthal, 1998). Ta poenostavljeni opis ima splošno spoznavni namen in ni primeren za uporabo v postopkih ocenjevanja intenzitete potresa. Popolen opis je podan v zunanjih povezavah. | |  |